# شنگول منگول
شنگول منگول یک فیلم سینمایی انیمیشن در ژانر فانتزی و ماجراجویی به کارگردانی کیانوش دالوند و فرزاد دالوند و تهیه‌کنندگی داریوش دالوند و سارا امامی است. کیانوش دالوند فیلمنامهٔ این انیمیشن را با مشارکت نویسندگان آمریکایی و کانادایی نوشته است.
شنگول منگول در اکران بین‌المللی با عنوان The Gools (گول‌ها) شناخته می‌شود که از آخر اسم شخصیت‌های اصلی داستان گرفته شده است. دوبلهٔ انگلیسی فیلم توسط صداپیشگانی از هالیوود، در لس آنجلس انجام شده است. این انیمیشن در سینمای چین با عنوان گول‌های کنگ‌فوکار شناخته می‌شود.
این انیمیشن در چندین کشور دیگر اکران شده که عبارتند از:
چین ۱۴۰۱، بلغارستان ۱۹ شهریور ۱۴۰۱، روسیه ۲۴ فروردین ۱۴۰۲، امارات ۱ آبان ۱۴۰۲، هند ۳۰ آبان ۱۴۰۲، عربستان سعودی ۱۰ آذر ۱۴۰۲ و ترکیه در تاریخ ۴ خرداد ۱۴۰۳ به نمایش درآمد.
این فیلم از ۳۰ آبان ۱۴۰۳ در سینماهای ایران به نمایش درآمد.

## داستان
این اثر اقتباسی آزاد از داستان فولکلور گرگ و هفت بزغاله است. این پویانمایی ماجرای سه بزغالهٔ جوان را روایت می‌کند که می‌خواهند صلح را در شهر حیوانات برقرار و حفظ کنند.

## تولید
تولید این فیلم از سال 1394 آغاز شد. یکی از عناصر محوری داستان، هنرهای رزمی است که نقش مهمی در روایت ایفا می‌کند. داستان فیلم بر پایهٔ افسانه‌ای شکل گرفته که الهام‌بخش روایت‌هایی چون شنگول و منگول و گرگ و هفت بزغاله بوده است.
این اثر به پنج زبان مختلف ترجمه شده است. در نسخهٔ انگلیسی، کیتلین مک‌کورمیک، برایان پاتریک باتلر، کارولین آمیگه و مارک اتکینسون صداپیشگی کرده‌اند. در نسخهٔ فارسی نیز صداپیشگانی چون هوتن شکیبا، حامد آهنگی، هومن حاجی‌عبداللهی، بهنوش بختیاری و هادی کاظمی حضور دارند.
کیانوش دالوند در اظهاراتی بیان کرد که فیلمنامه در ابتدا داستانی بسیار جدی با عنوانی متفاوت داشت، اما برای جذب گروه سنی زیر ۱۲ سال، بازنویسی و ساده‌سازی شد.

## صداپیشگان فارسی
- محمدرضا علیمردانی در نقش خون‌پوزه (همچنین مدیر دوبلاژ)
- شوکت حجت در نقش شنگول
- آشا محرابی در نقش منگول
- هوتن شکیبا در نقش تک‌شاخ
- حامد آهنگی در نقش تک‌پا
- هومن حاجی‌عبداللهی در نقش گامبو
- بهنوش بختیاری در نقش بی‌هراس
- هادی کاظمی در نقش طباخیو
- کامران تفتی در نقش شاخ طلا، راوی
- هدیه بازوند در نقش نازبزی
- مجید آقاکریمی
- سمانه پاکدل
- مریم بابایی
- محمدامین عشقی
- علی موکلیان
- مرتضی مکرمی
- مهنوش گلزاریان

## دستاوردها
شنگول منگول به جشنوارهٔ فیلم برلین راه یافته و برندهٔ بهترین کارگردانی پویانمایی از سی‌وششمین جشنوارهٔ بین‌المللی فیلم‌های کودکان و نوجوانان شده است. این اثر تاکنون در جشنواره‌هایی چون ساندنس، ورشو، کنیا، قاهره، گوا، شارجه و… شرکت کرده و توانسته سه جایزهٔ بهترین انیمیشن، بهترین فیلمنامه و همچنین بهترین صداگذاری را از جشنوارهٔ فیلم کنیا و همچنین دیپلم افتخار بخش بین‌الملل جشنوارهٔ فیلم کودک ساندنس را به دست آورد.
| جشنواره                                     | سال  | جایزه                 | دریافت‌کنندگان               | نتیجه | منابع         |
| ------------------------------------------- | ---- | --------------------- | --------------------------- | ----- | ------------- |
| جشنوارهٔ فیلم گلدن اف‌ای‌ام‌آی                  | ۲۰۲۴ | بهترین انیمیشن ۳ بعدی | شنگول و منگول               | برنده | [ ۱۶ ]        |
| جشنواره بین‌المللی فیلم‌های کودکان و نوجوانان | ۲۰۲۴ | بهترین کارگردان       | فرزاد دالوند، کیانوش دالوند | برنده | [ ۱۷ ] [ ۱۸ ] |